# Тихоокеанское вулканическое огненное кольцо
Тихоокеанское вулканическое огненное кольцо — область по периметру Тихого океана, в которой находится большинство действующих вулканов и происходит множество землетрясений (в т.ч. сливных). Всего в этой зоне насчитывается 328 действующих наземных вулканов из 540 известных на Земле.
На западном побережье Тихого океана вулканическая цепь тянется от полуострова Камчатка через Курильские, Японские, Филиппинские острова, остров Новая Гвинея, Соломоновы острова и Новую Зеландию до Антарктиды. Восточная часть кольца включает вулканы северо-восточной Антарктиды, островов Огненной Земли, Анд, Кордильер и Алеутских островов.

Тектонические плиты мира

В Тихом океане находится несколько зон спрединга (разрастания) океанической литосферы, главная из которых — Восточно-Тихоокеанская зона (включает в себя подводные литосферные плиты Кокос и Наска). По периферии океана происходит субдукция этих плит под обрамляющие континенты. Над каждой зоной субдукции протянулась цепочка вулканов, все вместе они и образуют Тихоокеанское кольцо. Однако это кольцо неполное, оно прерывается там, где нет субдукции — от Новой Зеландии и вдоль антарктического побережья. Кроме того, ни субдукции, ни вулканизма нет на двух отрезках побережья Северной Америки: вдоль полуострова и штата Калифорния (более 2000 км) и к северу от острова Ванкувер (почти 1500 км).
В Тихоокеанском огненном кольце произошли около 90 % всех мировых землетрясений и 80 % самых мощных из них.

## Прочие сейсмоактивные зоны Земли
Следующая по мощности сейсмическая зона (5—6 % землетрясений и 17 % самых мощных землетрясений мира) — это Средиземноморский складчатый пояс, который начинается около Явы и Суматры, идёт через Гималаи, Средиземноморье и заканчивается в Атлантическом океане. Срединно-Атлантический хребет — третья по мощности зона землетрясений.